# María Mercedes Molina Moreno
María Mercedes Molina Moreno es una profesora española.

## Biografía
Se licenció en Filología Hispánica en 1979 por la Universidad de Granada y se doctoró, también en Filología Hispánica, en 1996 gracias a la tesis El personaje femenino en la literatura infantil y juvenil española contemporánea. En 1991 fue nombrada profesora titular de escuela universitaria de la Universidad de Granada, adscrita al Departamento de Didáctica de Lengua y Literatura, y ejerce la docencia durante 13 años en el Campus de Ceuta. Actualmente es docente en la Facultad e Ciencias de la Educación de Granada.

## Publicaciones
- Lengua, literatura y género (2009)